# Welthandelspalast
Der Welthandelspalast (offizielle Bezeichnung: Internationaler Zentral-Welt-Handels- und Welt-Messe-Palast) war ein aus dem Jahr 1921 stammender Entwurf für ein monumentales und multifunktionales Gebäude in Leipzig. Der auf dem Schwanenteich-Gelände geplante Bau nach Entwürfen der Leipziger Architekten Oscar Schade und Hans Voigt hätte eine Grundfläche von etwa 25.000 Quadratmetern gehabt und wäre 16 Stockwerke hoch gewesen.

## Planung

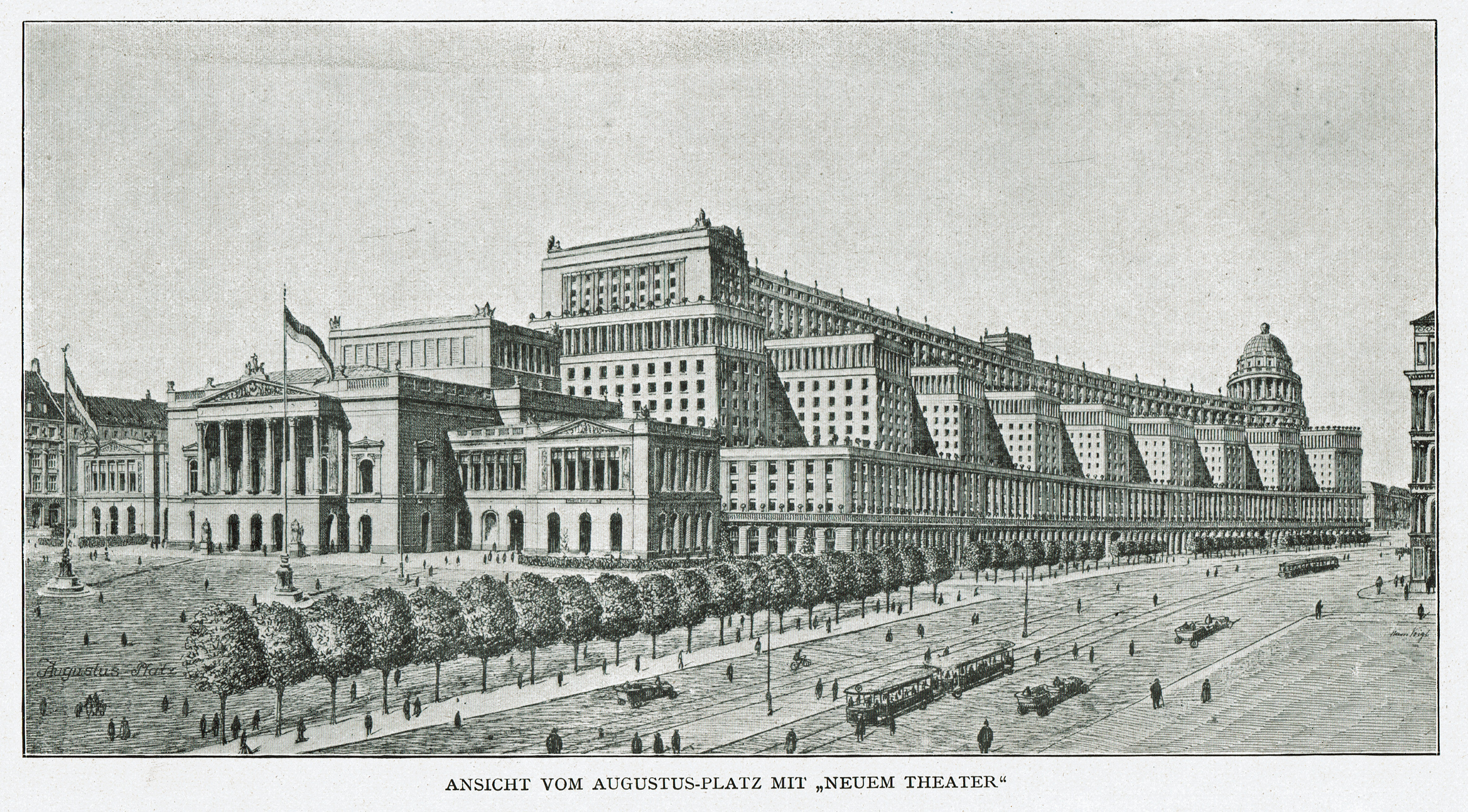
Ansicht vom Augustusplatz aus, 1921

Am 5. März 1921 gründete sich in Leipzig die Welthandels-Palast-A.G. mit einem Grundkapital von 100.000 Mark und zusätzlich in den Vereinigten Staaten die World Trading Palace Company Ltd. (Grundkapital: 100.000 US-Dollar) mit dem Ziel, auf dem südöstlich vom Leipziger Hauptbahnhof gelegenen und etwa 32.500 Quadratmeter großen Areal des Schwanenteichs einen großen Messepalast zu errichten, um die Leipziger Mustermesse in Innenstadtnähe zu konzentrieren. Kurze Zeit später erfolgte eine Preisausschreibung des Projektes, die Verantwortlichen sahen sich als Konkurrenz zum Entwurf des Messeturms, eines etwa 30 Stockwerke runden Hochhauses, welches am Fleischerplatz entstehen sollte. Die grundlegenden Entwürfe, für die sich laut einer faltbaren Postkarte die Leipziger Architekten Oscar Schade und Hans Voigt verantwortlich zeigten, erregten großen Protest in Leipzig und wurden danach aufgegeben, der damalige Stadtbaurat war Carl James Bühring. Die veranschlagten Baukosten bei einer geschätzten Bauzeit von etwa zwei Jahren wurden auf 1,5 Milliarden Mark beziffert.

## Gebäudedetails
Insgesamt war der Bau für ca. 225.000 Quadratmeter Nutzfläche konzipiert. Für die reinen Messeaktivitäten sollte das Gebäude für 20.000 Aussteller ausgelegt sein, außerhalb der Messe sollte Platz für 1.000 Ladengeschäfte, 4.000 Büros, 2.000 Hotelzimmer, diverse Fest-, Theater-, KIno- und Veranstaltungslokalitäten bereitgestellt werden. Für Automobile waren 500 Stellplätze vorgesehen, zudem war eine Untergrundbahn mit Verbindung zum Hauptbahnhof geplant.